# Liste des personnages de Gaston

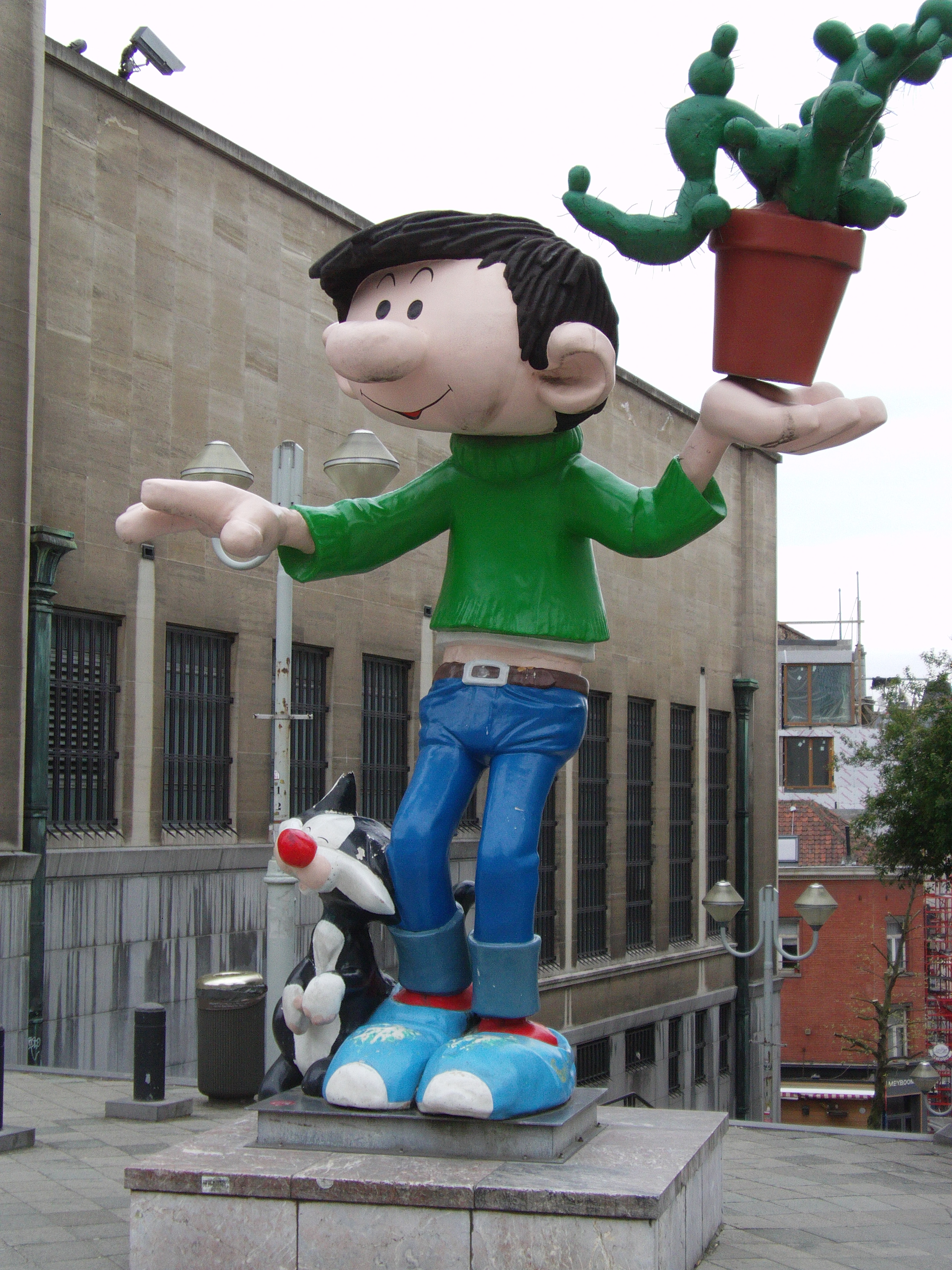
Statue de Gaston Lagaffe et de son chat à Bruxelles.

Ceci est une liste des personnages apparaissant dans la bande dessinée Gaston par André Franquin.

## Personnages principaux de la rédaction de Spirou

### Fantasio
Dans la première partie de la série, Fantasio est secrétaire de la rédaction du Journal de Spirou. Il s'agit du même Fantasio que dans la série Spirou et Fantasio, bien que sa personnalité soit sensiblement différente. On le voit généralement lorsqu'il tente de signer les contrats avec M. De Mesmaeker, sans y parvenir, en raison des interventions de Gaston. Il tente constamment de faire travailler le gaffeur, ses tentatives se soldant toutes par des échecs. Les maladresses de Gaston le mettent régulièrement en fureur. Étonnante inversion : symbole lui-même, dans les aventures de Spirou, de la fantaisie et de l'invention face au sérieux de Spirou, il adopte l'attitude inverse face à Gaston qui devient à Fantasio ce que Fantasio était à Spirou.
Fantasio disparaît progressivement de Gaston lorsque Franquin confie la série Spirou et Fantasio à Jean-Claude Fournier en 1969. Franquin ne voulait pas que coexistent deux Fantasio dans des séries différentes, à la personnalité différente et dirigés par des auteurs différents. Fantasio cesse d'intervenir régulièrement à partir de l'album Un gaffeur sachant gaffer et contribue pour la dernière fois à un gag reproduit dans Lagaffe nous gâte, avant une ultime apparition en chasseur préhistorique dans Le Cas Lagaffe (planche 662). Léon Prunelle lui succède en tant que secrétaire de rédaction et tient alors sensiblement le même rôle, en plus irascible.
Fantasio est néanmoins brièvement de retour dans l'album 22, où il vient remplacer Prunelle qui souffre d'épuisement.

### Léon Prunelle
Léon Prunelle est rédacteur chez Spirou. D'abord journaliste et adjoint de Fantasio, il devient responsable du « gaffeur » après le départ de Fantasio  (voir ci-dessus). Ce personnage a été créé par André Franquin et Yvan Delporte. Il fume la pipe et porte un collier de barbe, inspiré d'un membre de la rédaction flamande de Spirou. Le nom Prunelle a été trouvé par Yvan Delporte.
Apparu pour la première fois dans le gag 207, parfois amusé par les gaffes au début de la série — essentiellement avant d'assumer ses nouvelles responsabilités de secrétaire de rédaction —, il devient vite extrêmement irascible lors de ses échanges avec Gaston, qu'il échoue à faire travailler. Franquin décrit Prunelle comme ayant repris le rôle de Fantasio — entre autres, il échouera comme son prédécesseur à signer les contrats avec M. De Mesmaeker — mais de façon plus nerveuse et plus torturée. C'est le type de personnage qui finira par faire une dépression nerveuse à force de prendre tout trop au sérieux. Il s'est juré d'être « l'homme qui a fait travailler Gaston ». À ce titre, il le pourchasse continuellement pour l'empêcher de faire toute sieste ou toute pause inutile, et pour lui rappeler qu'il doit s'occuper du courrier en retard. Il tente également de l'empêcher de cuisiner, de bricoler, d'inventer et, bien évidemment, de gaffer.
Prunelle est le premier personnage de bande dessinée à jurer ouvertement, usant notamment du Rogntudjuu, une déformation inventée par Franquin de l'authentique « Sacré nom de Dieu ! ». En effet, la censure de l'époque n'aurait pas accepté un vrai juron dans une publication destinée à la jeunesse.
En dépit de ses rapports conflictuels avec le héros dans le cadre professionnel, il lui arrive d'entretenir des contacts plus amicaux avec Gaston en dehors du travail. Durant ces moments de détente, il se montre plus calme et s'intéresse alors aux déboires et conflits moraux de Gaston (sur l'armée, la pollution, la maltraitance animale, etc.). Il essaye également de faire mûrir le personnage, en faisant appel à son sens des responsabilités ou en l'incitant à faire du sport, généralement sans succès.
Nonobstant leurs rapports hiérarchiques, Gaston tutoie familièrement Prunelle tandis que ce dernier vouvoie le gaffeur.
Malgré sa viscérale opposition à la flemmardise érigée en art par Gaston, il se montre parfois admiratif de son talent et lui reconnaît (rarement, et parfois, à ses dépens) un goût certain pour les choses confortables (le fauteuil en forme de gant de boxe).

### Yves Lebrac
Yves Lebrac est le dessinateur du journal. Il est apparu en même temps que Prunelle, dans le gag 207. Il est grand, mince, pourvu d'un long nez, et souvent vêtu d'un pull-over. Ses cheveux sont châtains — courts, au début de la série, ils deviennent plus longs, au fil du temps, jusqu'au niveau de la nuque — avec un épi sur le sommet de la tête. Il est beaucoup plus décontracté que Prunelle, mais s’énerve régulièrement quand il rate son dessin ou qu'il perd sa gomme, son crayon ou son encre de Chine, ou que Gaston et son chat gâchent son travail. Il a été la cible de la mouette rieuse qui lui a donné un solide coup de bec sur le crâne. Il fait perpétuellement la cour à la secrétaire qui travaille dans son bureau. Il est également un habitué des jeux de mots cocasses, qui bien souvent déplaisent à Prunelle. Franquin a déclaré que Lebrac était le personnage dont il se sentait le plus proche. Bien que Gaston gêne généralement son travail, il lui arrive occasionnellement d'être complice de ses expérimentations.
Dans quelques planches de la série Gaston Lagaffe, les dessins de Lebrac sont visibles. Dans la planche 505 il dessine une cloche de Pâques, dans la planche 555 une course-poursuite en voiture, dans la planche 888 un canard en costume de groom (mais le dessin est raté). Dans le Journal de Spirou numéro 2560 spécial Gaston, cinq planches se déroulant dans l'univers de Gaston Lagaffe furent attribués à Lebrac. En fait leurs auteurs seraient plutôt Janry, dessinateur de Spirou et Fantasio à l'époque, et Luc Warnant.[réf. nécessaire]

### Mademoiselle Jeanne
Mademoiselle Jeanne, ou M'oiselle Jeanne comme l'appelle Gaston, s'occupe des archives aux éditions Dupuis. Elle vit chez sa mère et elle est daltonienne (bien que cette anomalie soit rarissime chez les femmes). Avec son collègue Gaston, qu'elle admire passionnément et aux gaffes duquel elle trouve toujours des excuses, une idylle s'esquisse très lentement.
Elle apparaît pour la première fois lorsque Gaston l'invite à ce qui semble être leur première sortie. Lors de ce premier gag, le 224e, elle semble déjà avoir un faible pour Gaston, mais ce n'est pas le cas de ce dernier qui n'a besoin que de sa coiffure en queue de cheval rousse pour compléter son costume de centaure. D'abord présentée sous les traits d'une personne timide à la plastique ingrate et au style vestimentaire désuet, elle évolue progressivement vers un personnage beaucoup plus « à la page » et plus féminin, voire sexy dans une planche consacrée à la promotion des transports en commun.
« Elle était assez ingrate, au départ. Qu'elle ne soit pas belle était un gag ! Depuis lors, je me suis aperçu que je la rendais plus agréable à voir, je ne dis pas pour autant que c'est une grande beauté. Gaston sait qu'elle est amoureuse de lui, mais ce qui l'a séduit d'abord c'est sa queue de cheval. »
Jeanne voue une admiration sans borne à Gaston. Elle admire son talent, son courage, sa capacité à oser les choses les plus folles, etc. Gaston, quant à lui, va jusqu'à emprunter la grande échelle des pompiers grâce à l'un de ses amis pour lui rendre visite alors que celle-ci a eu des mots avec sa mère. Cependant, il lui arrive parfois de la décevoir : alors qu'elle croit qu'il grave un cœur avec leurs initiales sur l'écorce d'un tronc d'arbre, Gaston est en fait en train de dessiner un visage. 
Bien que Gaston ait un portrait de Jeanne dans son appartement et que la secrétaire rougisse facilement en présence du héros, leur relation reste platonique et, extérieurement, surtout amicale : ils se vouvoient et ne se rencontrent que rarement en dehors du bureau. Leurs sentiments ne passent cependant pas inaperçus auprès des collègues, qui tentent parfois de les aider à franchir le pas. Leur timidité réciproque disparaît cependant dans leurs rêveries, où ils oublient les formules de politesse, se tiennent la main et ébauchent même une relation de couple, avant que Fantasio ou Prunelle ne les ramènent brutalement à la réalité en les réveillant.

## Personnages principaux extérieurs

### M. De Mesmaeker
Aimé De Mesmaeker est un riche homme d'affaires qui doit signer d'importants et mystérieux contrats avec le Journal de Spirou. Il ne parvient jamais à ses fins car les gaffes de Gaston font invariablement échouer toute tentative d'apposer durablement sa griffe sur les documents en question. Toutefois, il signera avec Gaston un contrat pour la production d'une des inventions de ce dernier, le Cosmo-Coucou.

### Les amis de Gaston

#### Jules-de-chez-Smith-en-face
Jules-de-chez-Smith-en-face, comme ce surnom donné par Gaston l'indique, travaille chez Smith, exactement en face du Journal de Spirou. On ne connaît pas l'activité exacte de Smith, si ce n'est que Jules a, comme Gaston, un emploi de bureau. 
Ami de Gaston, Jules participe souvent à ses gaffes, mais il est néanmoins plus sensé que son comparse. Prunelle n'apprécie guère Jules, qui détourne souvent Gaston de son travail. Il tente par tous les moyens de les empêcher de se voir ou de se parler pendant les heures de travail. Il confisque notamment le téléphone de Gaston pour l'empêcher de discuter avec son ami, ce qui donne lieu à des tentatives de communication étonnantes.
Jules est mentionné pour la première fois, sans apparaître immédiatement à l'image, dans le gag no 211. Il forme avec Gaston Lagaffe et Bertrand Labévue le groupe musical des « Moon Module Mecs », dont il est le batteur. Le groupe est rebaptisé « Moon Module » par la suite, la direction de Spirou jugeant le terme mec inadapté pour une édition destinée à la jeunesse.
Le nom de famille de Jules n’est jamais mentionné, mais on peut supposer qu’il s’appelle Jules Laboulette, en référence au titre de l’album 11 : « Gaffes, bévues et boulettes » qui ferait respectivement référence à Gaston Lagaffe, Bertrand Labévue, et Jules "Laboulette".

#### Bertrand Labévue
Bertrand Labévue est un ami de Gaston et Jules-de-chez-Smith-en-face, mais ses apparitions sont beaucoup moins fréquentes que celles de ce dernier. Comme son nom l'indique, il est également un grand gaffeur, ce qui apparaît dès son premier gag.
Comme il est souvent déprimé, Gaston et Jules tentent de lui remonter le moral, avec plus ou moins de succès. Bertrand est également très gourmand, mais les « exploits » culinaires de Gaston ne font que renforcer sa dépression. Ses épisodes dépressifs font écho à ceux que Franquin a réellement connus.

#### Autres amis
Ces amis de Gaston apparaissent moins régulièrement.
Manu exerce des métiers très divers : il est tantôt ramoneur, égoutier ou encore responsable de l'installation des panneaux signalétiques dans la rue. Il est toujours prêt à aider Gaston pour embêter Longtarin, mais finit souvent licencié à cause de Gaston.
William Lapoire est un ami de Gaston qui lui demande souvent conseil et aide en matière de bricolage, parfois à ses dépens. Il participe également aux joutes sportives (football, basket-ball) de la rédaction.
L'Anglais, membre du groupe musical Les Rois des Sons où il joue du tam-tam.
Le dessinateur anonyme, que Franquin n'a jamais baptisé. Généralement, Gaston le rencontre dans la rue ou après qu'on lui a refusé ses dessins chez Spirou. Franquin regretta de n'avoir pas plus exploité ce personnage. Dans l'album 22, il est apparu dans les bureaux du journal à plusieurs reprises pour tenter de publier ses dessins jugés "horribles et affreux" par la rédaction, qui peuvent aussi causer des saignements aux yeux de ceux qui regardent ses planches. À la dernière planche de l'album 22, l'ami dessinateur de Gaston (qui est officiellement surnommé par Prunelle[pas clair]) a enfin réalisé son rêve en voyant sa bande dessinée publiée (par erreur de Gaston qui a confondu avec les planches de Franquin) dans le nouveau numéro du journal de Spirou.

### L'agent Longtarin
L'agent Longtarin, Joseph de son prénom, est un policier gradé (il est brigadier-chef) travaillant dans le quartier de la rédaction du Journal de Spirou. En argot, « long tarin » signifie « long nez », ce qui est approprié eu égard au profil de l'agent.
Longtarin cherche par tous les moyens à mettre des contraventions à Gaston, avec un succès variable : il guette la seconde où le parcmètre indique la fin du stationnement autorisé, examine la voiture de Gaston dans les moindres détails pour y trouver un manquement aux normes, etc.
Longtarin est l'une des « victimes » préférées de Gaston et ses amis : ils abîment ses chers parcmètres, les remplacent par des distributeurs de bonbons, y ajoutent un système de télécommande pour ne plus avoir à descendre « nourrir l'affreux mange-fric », ou bien au contraire les équipent de fusées de détresse permettant de repérer facilement les contraventions. Dans les derniers albums de la série, Longtarin tend à devenir l'adversaire principal de Gaston : ses apparitions étant de plus en plus fréquentes, il devient en quelque sorte l'équivalent de Prunelle dans le monde extérieur à la rédaction. Dans l'album La Saga des gaffes, Gaston entreprend de déclencher la « guerre des parcmètres », employant des méthodes variées pour détruire les parcmètres du quartier, au grand dam de Longtarin.
Cependant, l'agent ne manque pas de cœur : lorsque Gaston et ses comparses font pousser du lierre autour d'un parcmètre pour le rendre inutilisable et que des oiseaux y font leur nid, Longtarin accepte — sous la pression du gaffeur et de ses amis écologistes — que les automobilistes payent leur stationnement en nourrissant les oisillons.
Compte tenu de son uniforme et de sa fonction, Longtarin semble incarner à la fois l'« agent de police nationale » (il dépend d'un commissariat et se présente comme tel, possède un grade de la police et la majeure partie de sa tenue, de ses insignes et de son équipement en témoignent), le « contractuel » (il surveille les stationnements, en particulier payants) et le « gendarme » (vareuse avec des galons au bas des manches et képi bleus tirant sur le noir, avec galon d'élite sur le dessus de ce dernier ; le pantalon est souvent bleu beaucoup plus clair).
À travers ce personnage, Franquin se moque de l'ensemble de la Force publique. En effet, lorsque Longtarin n'apparaît pas, le dessinateur sait très bien croquer les différents uniformes : des gendarmes dans une scène de l'album R2, un motard de la Gendarmerie dans l'aventure Panade à Champignac où des agents de police, en ville, apparaissent également... Tous sont précisément dessinés avec les tenues de leurs corps respectifs, très ressemblantes par rapport à la réalité de l'époque. Dans ce même album, Longtarin et un de ses collègues, un motard, apparaissent également dans le récit Bravo les Brothers, avec de nouveau ce panachage de tenues, et même, pour le motocycliste, un pantalon de type « Douane française ».

## Personnages secondaires de la rédaction

### Les secrétaires
La secrétaire d'Yves Lebrac est une jeune femme assez grande, brune et au physique plutôt avantageux. Elle ne se montre pas insensible aux tentatives de séduction du dessinateur, dont les badinages sont involontairement contrariés ou favorisés par les gaffes de Gaston. Du reste, elle finit par nouer une idylle avec Lebrac. À l'occasion, elle accepte d'être la complice des distractions organisées par Gaston dans les locaux du journal. Elle ne porte pas de nom car Franquin avait un jour trouvé un nom lui convenant admirablement bien, mais l'a oublié avant de l'avoir noté. Ce personnage a une apparence qui a évolué au fil des albums : de très classico-moderne dans Bravo les Brothers où elle semble travailler avec Prunelle, à hippie dans les autres albums. 
On rencontre également trois autres secrétaires dans la rédaction :
- Mademoiselle Sonia, grande et brune, secrétaire de Fantasio, elle est drôle et épuisée par les gaffes de Gaston avec qui elle s'entend bien malgré tout.[réf. souhaitée]

- Mademoiselle Yvonne, châtain, occupe un poste de secrétaire dans la rédaction[46].

- Mademoiselle Suzanne, blonde, est dactylo au Journal de Spirou[46].

### Bertje et Jef Van Schrijfboek
Bertje Van Schrijfboek, moustachu (quoiqu'il apparaisse quelquefois rasé, comme son frère), est un traducteur franco-néerlandais du Journal de Spirou,. S'il lui arrive d'être excédé par les gaffes de Gaston, il s'amuse assez souvent des inventions du « héros-sans-emploi » et va même jusqu'à participer à celles-ci. En néerlandais, son nom signifie cahier de brouillon.
Jef Van Schrijfboek est le frère de Bertje, et comme lui, il participe ou s'amuse quelquefois aux gaffes de Gaston, mais de manière beaucoup plus fréquente que son frère. De plus, il se montre moins rapidement exaspéré des bévues de Gaston que ce dernier. Il semble être rédacteur du Journal de Spirou. Il apparaît également dans deux aventures de Spirou et Fantasio : Bravo les Brothers et Panade à Champignac.

### Joseph Boulier
M. Boulier est le chef de la comptabilité au Journal de Spirou. Il n'a de cesse de traquer les dépenses inutiles de la rédaction, et particulièrement les coûteuses inventions et gaffes de Gaston. Son physique très austère est inspiré par M. Ducrin de la série Modeste et Pompon. Il est aussi, dixit Fantasio dans la planche 195, « sensible aux manifestations du savoir-vivre ».

### Jules Soutier et Mélanie Molaire
Jules Soutier est concierge aux éditions Dupuis. Il est généralement furieux contre les gaffes de Gaston qui saccagent le matériel dont il a la charge (ascenseur, chaudière...).
Mélanie Molaire est femme de ménage à la rédaction du Journal de Spirou. Plusieurs fois victime des gaffes de Gaston qui salit les locaux qu'elle doit nettoyer, elle est le premier personnage de la rédaction à apparaître (hormis Fantasio, Gaston et Spirou), dans la planche n° 005.

### Père Heuydelinx
Ce personnage qui apparait dans Bravo les Brothers myope et perdant régulièrement ses lunettes, semble être chargé du découpage et du collage manuel des vignettes dessinées pour les maquettes du journal.

### Les clins d’œil à des personnes réelles

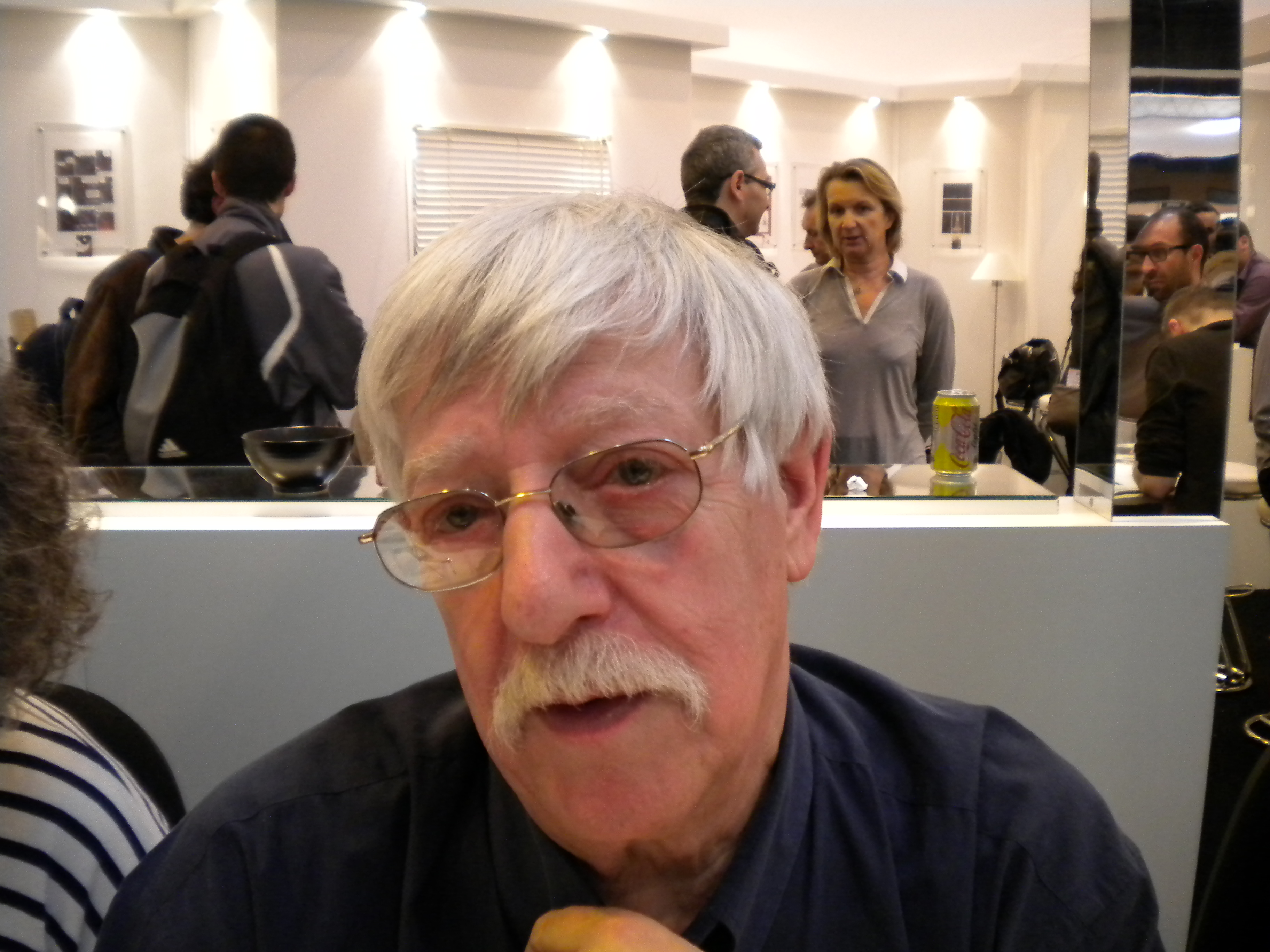
Raoul Cauvin est représenté dans la série sous les traits de « Raoul, de la photocopie ».

- Raoul est un employé de la rédaction du Journal de Spirou. Chargé de la reprographie, il reçoit la visite de Gaston lorsque celui-ci, pour ses envies de crêpes, s'est fait chasser du 6e étage. Raoul est inspiré de Raoul Cauvin, qui s'occupait à l'époque de la photocopieuse chez Dupuis[50] et qui est devenu par la suite un scénariste prolifique (Les Tuniques bleues, Sammy, Les Femmes en blanc, etc.).

- Franquin, l'auteur de Gaston, se dessine ou se cite quelquefois dans la série, avec une certaine dose d'autodérision. Il y est toujours « à la recherche d'un bon gag »[51].

- Charles Dupuis, directeur des Éditions Dupuis, est régulièrement mentionné — on l'appelle uniquement « Monsieur Dupuis » — et intervient parfois en personne dans les gags, sans que le lecteur ne voie jamais son visage[52].

- Yvan Delporte, rédacteur en chef de Spirou — reconnaissable à sa longue barbe —, apparaît en tant que personnage secondaire dans un certain nombre de dessins, sans être jamais nommé[53].
- Jidéhem, co-dessinateur des premiers albums de Gaston. Bien que n'apparaissant pas physiquement dans la bande dessinée, il est indirectement nommé par Gaston dans un gag où il appelle une série de prénom dont les initiales forment Jidéhem. Il ne doit pas être confondu avec De Mesmaeker (le vrai nom de Jidéhem étant Jean De Mesmaeker).

## Personnages occasionnels
Ces personnages n'apparaissent que très épisodiquement dans la série.

### Spirou
Outre ses rencontres avec Gaston dans ses propres aventures, Spirou fait quelques apparitions dans les gags de Gaston, surtout au début. Il est la première personne a entrer en contact avec Gaston à l'arrivée de celui-ci au journal, dans un dialogue resté célèbre. Présent à la rédaction du journal qui porte son nom, il apparaît dans certains gags des premiers albums de la série, comme Gala de gaffes à gogo ou Le Bureau des gaffes en gros. Il disparaît en même temps que Fantasio.

### Le Marsupilami
Le Marsupilami de Spirou et Fantasio fait de très rares apparitions dans la bande dessinée Gaston, n'étant pas présent à la rédaction avec Spirou et Fantasio. S'il disparait avec ses maîtres, Gaston, qui connait bien l'animal, s'en inspire pour se déguiser en Marsupilami pour deux gags (601 et 606). Lors de la reprise de Delaf, l'animal apparait en personnage secondaire dans la rédaction en accompagnant Spirou dans la rédaction.

### Ducran & Lapoigne
Ducran & Lapoigne sont les deux associés de l'entreprise du même nom. Fabricants de ponts métalliques, leur immeuble est accolé à celui du journal de Spirou, ce qui fait parfois d'eux les victimes collatérales des gaffes de Gaston (explosions, incendies...). Elles leur font même perdre quelques contrats.

### Freddy-les-doigts-de-fée
Freddy-les-doigts-de-fée est un cambrioleur qui essaye souvent de voler la rédaction du Journal de Spirou, mais les inventions ou les animaux de Gaston sont toujours là pour l'empêcher d'arriver à ses fins. Il bénéficie toutefois de la compassion de membres de la rédaction, qui ne le dénoncent jamais et iront jusqu'à lui faire cadeau de ce qu'il avait prévu de voler. Il est une fois accompagné de Cloclo-l'acrobate.

### Père Gustave
Le Père Gustave a toutes les caractéristiques du « brave paysan » : bourru, fumant la pipe, parlant avec un accent et des expressions campagnardes, réfractaire à tout ce qui vient de « la ville ». Il exploite ses champs avec sa femme Marie. Il essaye de mettre « les citadins » Jules et Gaston au travail quand ceux-ci viennent à la campagne pour se reposer.

### Jeff ou l'antiquaire-brocanteur-bazar
Ce personnage — ou tout simplement le devant de sa boutique — apparaît régulièrement dans les albums de Gaston mais surtout dans Le cas Lagaffe où plusieurs aventures le mettent en scène. Son magasin, qui semble proche de la rédaction, est un véritable capharnaüm où Gaston puise ses idées de cadeaux quand il ne les fabrique pas lui-même. Dans cette caverne d'Ali Baba on peut trouver des pneus, de la vaisselle en porcelaine de Limoges fabriquée à Hong-Kong, des vases ou d'autres ustensiles dont les couvercles ne sont pas de la même origine, de vieux poêles, des pipes, des tapis rouges... Cette entreprise récupère aussi les métaux. Une chose est certaine : le Patron, casquette de marin sur le crâne et pull troué sur le buste, n'est pas bon en orthographe et ne sait pas faire les paquets cadeau et seul Gaston lui demande d'en faire.

### Tante Hortense
Bien qu'elle ne soit jamais dessinée, la tante de Gaston est souvent mentionnée. En général, Gaston trouve divers objets dans son grenier, comme son casque bilboquet, ce qui donne lieu à des gags. Il arrive que la tante Hortense lui donne des objets à réparer, ou qu'elle soit prétexte à partir plus tôt du travail pour Gaston, par exemple pour assister à un match de foot interdit au bureau par Prunelle.

### Mlle Kiglouss
Mademoiselle Kiglouss est la secrétaire de M. De Mesmaeker. Comme son nom l'indique, elle ricane souvent. Elle s'occupe en général d'appeler la rédaction au téléphone pour la prévenir de l'arrivée de De Mesmaeker.

### Personnages non nommés
- Les pompiers apparaissent régulièrement pour éteindre les incendies provoqués par Gaston à la rédaction, ainsi que pour réaliser diverses interventions étranges. Ils sont dirigés par le capitaine Alphonse Beaucoudeau. Habitués des catastrophes de Gaston, ils connaissent l'adresse des éditions Dupuis par cœur et s'amusent à chronométrer leurs trajets pour comparer leurs temps d'une intervention à l'autre.
- Le douanier, douanier zélé[56] manquant d'humour. Gaston le surnomme « le méfiant ».
- Les deux ouvriers, la seule chose qu'on connaisse d'eux est que l'un s'appelle Alphonse. Ils sont très intéressés par les expérimentations de Gaston et prennent souvent part à ses gaffes.

### Documentation
- Christophe Quillien, « Faux méchants et vrais fâcheux : Longtarin », dans Méchants : crapules et autres vilains de la bande dessinée, Huginn & Muninn, novembre 2013 (ISBN 2364801257), p. 40-41.